# Rainer Bock

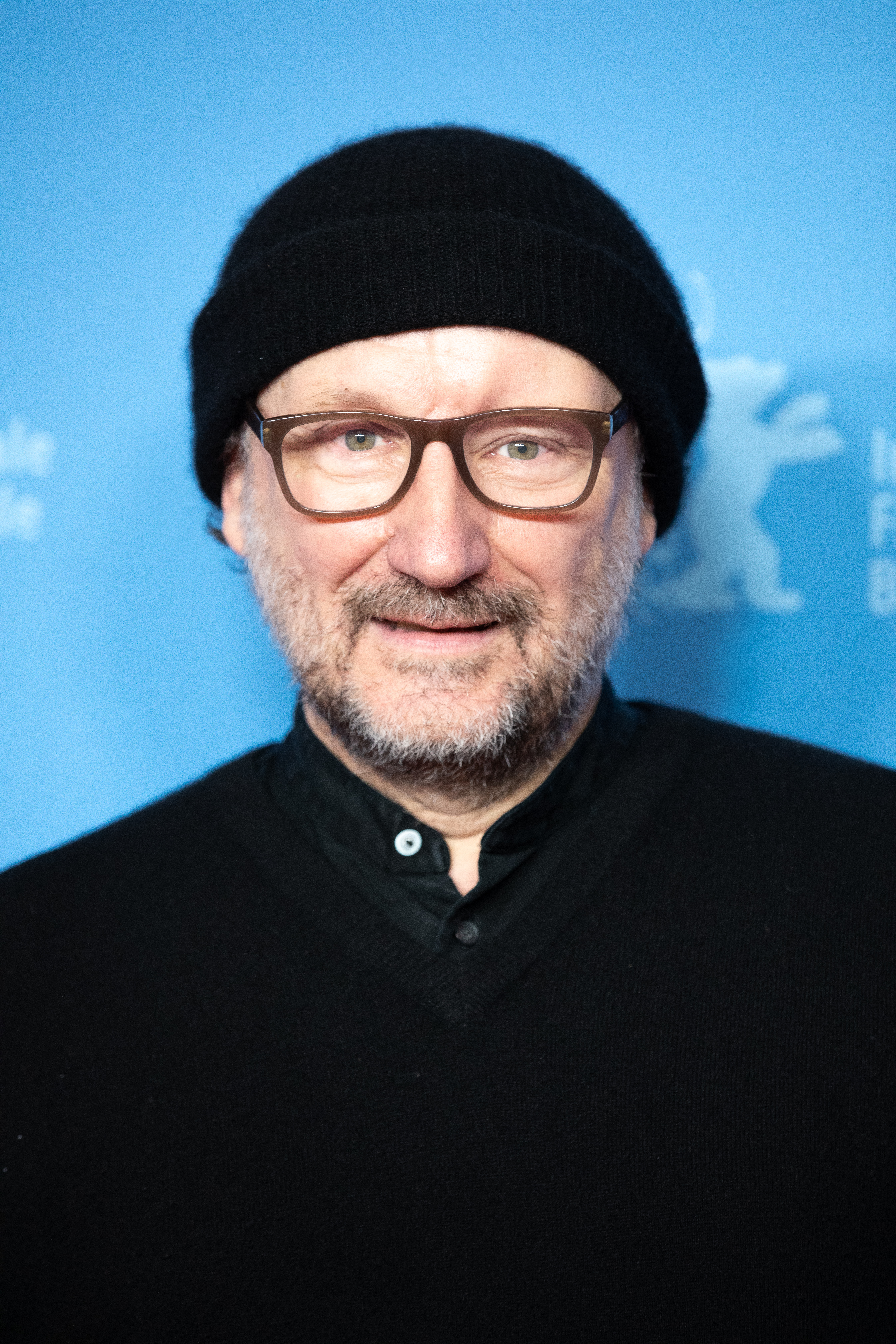
Rainer Bock auf der Berlinale 2020

Rainer Bock (* 31. Juli 1954 in Kiel) ist ein deutscher Schauspieler. Seine Karriere begann er 1982 als Theaterschauspieler. Seit 1989 stand er in über 110 Film- und Fernsehproduktionen vor der Kamera. Der Durchbruch als Filmschauspieler gelang ihm 2009 als Arzt in Michael Hanekes Drama Das weiße Band – Eine deutsche Kindergeschichte. International bekannt ist er außerdem durch die größere Nebenrolle des Werner Ziegler in sechs Folgen des Breaking Bad-Prequels Better Call Saul.

## Leben

### Frühe Jahre und Ausbildung
Nach dem Abitur ging Bock zunächst verschiedenen Tätigkeiten nach. Er engagierte sich in der Anti-Atomkraft-Bewegung und lebte zeitweise in einem Anti-Atomkraft-Dorf, das letztlich von der Polizei geräumt wurde. In seiner Geburtsstadt eröffnete er ein Café, in dem es auch ein Kleinkunstprogramm gab. Im Alter von 27 Jahren entschied er sich zu einem Schauspielstudium an einer privaten Schauspielschule in Kiel, die kurz darauf geschlossen wurde. Während dieser Zeit lebte er in einer WG, zu der auch sein Schauspielkollege Axel Prahl gehörte.

### Theater
Bock gab sein Bühnendebüt 1982 an den Bühnen der Landeshauptstadt Kiel. Über das Schleswig-Holsteinische Landestheater kam er an das Theater und Orchester Heidelberg und an das Nationaltheater Mannheim. Am Staatstheater Stuttgart hatte er von 1995 bis 2001 ein festes Engagement. Bis 2011 war er am Bayerischen Staatsschauspiel in München engagiert. 2017 spielte er bei den Salzburger Festspielen die männliche Hauptrolle in Athina Rachel Tsangaris Lulu-Inszenierung.

### Film und Fernsehen
Sein Debüt vor der Kamera gab Bock 1989 in einer kleineren Rolle als verletzter Radfahrer in der ZDF-Fernsehserie Der Landarzt. Auf der Kinoleinwand war er erstmals im Jahr 1997 in Gert Steinheimers Komödie Sterben ist gesünder zu sehen. Eine weitere Filmrolle hatte er 2000 in Lars Büchels Krimikomödie Jetzt oder nie – Zeit ist Geld. Nachdem er zunächst einige Jahre schwerpunktmäßig am Theater spielte, ist er seit 2008 verstärkt auch in Fernseh- und Filmrollen zu sehen. Matti Geschonneck besetzte ihn u. a. in seinen Fernsehproduktionen Todsünde (2008) und Hinter blinden Fenstern (2009) in Nebenrollen. 2009 spielte Bock den General Schönherr in Quentin Tarantinos Film Inglourious Basterds. Im gleichen Jahr brachte ihm der Part des Arztes in Michael Hanekes vielfach preisgekröntem Drama Das weiße Band – Eine deutsche Kindergeschichte eine Nominierung für den Deutschen Filmpreis 2010 in der Kategorie als „bester Nebendarsteller“ ein.
Für seine Hauptrolle als Möbelpacker im Kinofilm Atlas war Bock beim Deutschen Filmpreis 2019 als bester Hauptdarsteller nominiert und wurde mit dem Deutschen Schauspielpreis 2019 in der Kategorie Schauspieler in einer Hauptrolle ausgezeichnet.
Neben zahlreichen Rollen in Film- und Fernsehproduktionen hat Bock feste Engagements in verschiedenen Fernsehserien und -reihen. Von 2016 bis 2020 spielte er in der ZDF-Krimireihe Solo für Weiss den Pfarrer Rainer Weiss, den Vater der von Anna Maria Mühe dargestellten titelgebenden Lübecker Zielfahnderin Nora Weiss. Von 2018 bis 2020 war Bock in der Fernsehserie Das Boot in der Rolle des Fregattenkapitäns Heinrich Gluck, der von französischen Widerstandskämpfern als Geisel genommen wird, zu sehen. Für diese Rolle erhielt er 2021 den Bayerischen Fernsehpreis. 2020 übernahm er in der achtteiligen österreichisch-deutsch-tschechischen Fernsehserie Freud von ORF und Netflix die Rolle des Psychiaters und Neurologen Theodor Meynert.
Bock ist Mitglied der Deutschen Filmakademie.

### Privates
Rainer Bock ist mit der Malerin und ehemaligen Schauspielerin Christina Scholz (* 1955) verheiratet. Das Paar hat einen gemeinsamen Sohn und lebt in München-Nymphenburg.

## Filmografie

### Kino
- 1997: Sterben ist gesünder
- 2000: Jetzt oder nie – Zeit ist Geld
- 2008: Im Winter ein Jahr
- 2009: Inglourious Basterds
- 2009: Das weiße Band – Eine deutsche Kindergeschichte
- 2010: Im Schatten
- 2010: Picco
- 2011: Unknown Identity (Unknown)
- 2011: Mein bester Feind
- 2011: Wer wenn nicht wir
- 2011: Gefährten (War Horse)
- 2012: Barbara
- 2012: Russendisko
- 2012: Schutzengel
- 2012: Ein Jahr nach morgen
- 2012: Passion
- 2012: Zwei Leben
- 2013: Hänsel und Gretel: Hexenjäger (Hansel & Gretel: Witch Hunters)
- 2013: Spuren (Tracks)
- 2013: Lauf Junge lauf
- 2014: A Most Wanted Man
- 2014: Stereo
- 2014: Dessau Dancers
- 2016: Schrotten!
- 2016: Der geilste Tag
- 2017: Luna
- 2017: Einsamkeit und Sex und Mitleid
- 2017: Wonder Woman
- 2017: Jugend ohne Gott
- 2017: Arthur & Claire
- 2018: Die Anfängerin
- 2018: Werk ohne Autor
- 2018: Atlas
- 2019: Rate Your Date
- 2019: Der Fall Collini
- 2019: Lara
- 2020: Exil
- 2022: Mittagsstunde
- 2023: Ein Fest fürs Leben
- 2024: Die Ermittlung

- 2025: Zweigstelle
- 2025: Karla

### Fernsehen

#### Fernsehfilme
- 2003: Raus ins Leben
- 2004: Stauffenberg
- 2008: Todsünde
- 2008: Einer bleibt sitzen
- 2009: Hinter blinden Fenstern
- 2011: Dreileben (Dreiteiler, Teil 1 Etwas Besseres als den Tod)
- 2012: München 72 – Das Attentat
- 2013: Zeugin der Toten
- 2014: Bornholmer Straße
- 2014: Die Auserwählten
- 2014: Die Seelen im Feuer
- 2014: Alles muss raus – Eine Familie rechnet ab (Zweiteiler)
- 2015: Käthe Kruse
- 2015: Die kalte Wahrheit
- 2015: Starfighter – Sie wollten den Himmel erobern
- 2015: Nackt unter Wölfen
- 2016: Operation Zucker: Jagdgesellschaft
- 2016: Terror – Ihr Urteil
- 2016: Winnetou – Der Mythos lebt (Dreiteiler)
- 2017: Ich war eine glückliche Frau
- 2017: Die Puppenspieler (Zweiteiler)
- 2018: Tannbach – Schicksal eines Dorfes (Sechsteiler)
- 2019: Weihnachten im Schnee
- 2019: Der König von Köln
- 2020: Der Überläufer
- 2020: Mein Altweibersommer
- 2021: Mutter kündigt
- 2022: Wo ist die Liebe hin
- 2022: Die Luft, die wir atmen
- 2022: Rückkehr nach Rimini
- 2022: Süßer Rausch (Zweiteiler)
- 2023: Das Quartett: Tödliche Lieferung
- 2023: Zwei Weihnachtsmänner sind einer zu viel
- 2024: Vorübergehend glücklich (Zweiteiler)
- 2024: Hallo Spencer – Der Film

#### Fernsehserien und -reihen
- 1989: Der Landarzt (Folge Aus alten Zeiten)
- 1997: Anwalt Martin Berg – Im Auftrag der Gerechtigkeit (Folge Ein sauberer Mord – Tod in der Reinigungsfirma)
- 2008: Tatort: Salzleiche
- 2010: Der Kriminalist (Folge Getauschtes Leben)
- 2010: Klimawechsel (Folge Alles im Wandel)
- 2010: Tatort: Nie wieder frei sein
- 2011: Polizeiruf 110: Denn sie wissen nicht, was sie tun
- 2012: Bloch: Heißkalte Seele
- 2012: Tatort: Im Namen des Vaters
- 2013: Tatort: Mord auf Langeoog
- 2014: Der Kriminalist (Folge Rex Solus)
- 2014: Wilsberg: Mundtot
- 2014: 1864 – Liebe und Verrat in Zeiten des Krieges (1864, 6 Folgen)
- 2015–2020: Nordholm (Filmreihe)
  - 2015: Tod eines Mädchens (Fernsehzweiteiler)
  - 2019: Die verschwundene Familie (Fernsehzweiteiler)
  - 2020: Das Mädchen am Strand (Fernsehzweiteiler)
- 2015–2021: Dengler → siehe Episodenliste
  - 2015: Die letzte Flucht
  - 2016: Am zwölften Tag
  - 2017: Die schützende Hand
  - 2017: Fremde Wasser
  - 2019: Brennende Kälte
  - 2021: Kreuzberg Blues
- 2015: Bella Block: Die schönste Nacht des Lebens
- 2015: Homeland (Folge Verrat)
- 2016: Nachtschicht – Der letzte Job
- 2016: Marie Brand und die Spur der Angst
- 2016–2020: Solo für Weiss (5 Folgen)
  - 2016: Das verschwundene Mädchen
  - 2016: Die Wahrheit hat viele Gesichter
  - 2018: Es ist nicht vorbei
  - 2018: Für immer Schweigen
  - 2020: Schlaflos
- 2017: Tatort: Nachtsicht
- 2018: Bella Block: Am Abgrund
- 2018: Better Call Saul (6 Folgen)
- 2018–2023: Das Boot (20 Folgen)
- 2019: Der Bergdoktor (Folge Schmerz)
- 2020: Freud (6 Folgen)
- 2020: Kroymann (Satiresendung, 1 Folge)
- 2021: Westwall (6 Folgen)
- 2022: ZERV – Zeit der Abrechnung (6 Folgen)
- 2022: Euer Ehren (6 Folgen)
- 2022: Der Irland-Krimi: Preis des Schweigens
- 2023: Kommissarin Lucas – Finale Entscheidung
- 2023: Die Saat – Tödliche Macht (6 Folgen)
- 2025: Oktoberfest 1905

## Hörspiele
- 2006: Ed McBain: Dead Man’s Song – Regie: Ulrich Lampen (Kriminalhörspiel – HR)
- 2011: Franz Kafka: Der Verschollene (Erzähler 3) – Regie: Beate Andres (Hörspiel – SWR)
- 2014: Ferdinand von Schirach: Der Fall Colloni – Regie: Uwe Schareck (Hörspiel – WDR)
- 2014: Håkan Nesser: Am Rande der Catskills – Bearbeitung und Regie: Irene Schuck (Kriminalhörspiel – DKultur)
- 2024: Edgar Linscheid und Stuart Kummer: GRЁUL 2 – Die Legende lebt (Hörspiel – WDR)[11]

## Hörbücher
- 2006: Agatha Christie: Die Morde des Herrn ABC (Hercule Poirot), Der Hörverlag, ISBN 978-3-89940-789-1

## Auszeichnungen
- 2019: Deutscher Schauspielpreis (Kategorie „Schauspieler in einer Hauptrolle“) für den Film Atlas
- 2019: Darstellerpreis des Günter-Rohrbach-Filmpreises für den Film Atlas[12]
- 2021: Bayerischer Fernsehpreis für seine Rollen in Der Überläufer und Das Boot
- 2025: Preis für Schauspielkunst des Festivals des deutschen Films[13]